# ليندا كوفي
ليندا كوفي (بالإنجليزية: Linda Coffee)‏ هي محامية أمريكية، ولدت في 1942.